# Мертве минуле
«Мертве минуле» (англ. The Dead Past) — науково-фантастична повість американського письменника  Айзека Азімова. Вперше надрукована у квітні 1956 року журналом «Astounding Science Fiction», входить до збірки оповідань та повістей «На Землі достатньо місця» (1957).

## Сюжет
В оповіданні йдеться про централізоване управління наукою та вузьку наукову спеціалізацію у майбутньому. Професор античної історії Арнольд Потерлі досліджує Карфаген. Він хоче використати хроноскоп, щоб установити, чи дійсно карфагенці спалювали дітей в жертву богам.
Хроноскоп винайшов спеціаліст у галузі нейтрино Стеблінський 50 років тому, і з того часу адміністрація розподіляє квоти на використання цього приладу. Урядовий бюрократ Тадей Еремен відмовляє Потерлі у доступі, вказуючи на цілковиту зайнятість часу використання хронографа. Тоді Потерлі вирішує підмовити молодого фізика Джонаса Фостера, який ще не вибрав спеціалізацію, таємно вивчити можливість побудови власного хроноскопу. Потерлі, Фостер та дядько Фостера — письменник науково-популярної літератури, знаходять докази того, що уряд згорнув усі наукові проекти по нейтрино та фальсифікує результати роботи хронографа.
Використовуючи сучасні наукові досягнення у різних галузях, Фостеру вдається побудувати компактну та енергоефективну модель хроноскопа. Також він теоретично доводить неможливість бачити хроноскопом далі, ніж на 120 років у минуле. Задум професора Потерлі зазнає поразки. Дружина професора просить Фостера залишити хроноскоп їй, щоб вона могла спостерігати у минулому за своєю донькою, яка ще маленькою загинула під час пожежі. Але Потерлі розбиває хроноскоп, щоб його дружина не змарнувала своє життя на споглядання минулого, також він повідомляє владі про створення хроноскопа. Фостер хоче опублікувати результати власних наукових досліджень хроноскопа, які на його думку мають велику прикладну цінність, а також доведуть корисність ширшого погляду на наукові дослідження.
Раптово їх заарештовує Тадей Еремен, який виявляється урядовим агентом, який за допомогою хроноскопа, яким він передивляється не «мертве» античне минуле, а теперішній час, блокує всі спроби повторно винайти хроноскоп. Еремен розповідає як уряд відвертає увагу від можливості переглядати хроноскопом сучасність, і наскільки шкідливим буде публічне використання хроноскопа, яке унеможливить приватність і призведе до тотального підглядування за всіма. Тепер Фостер погоджується із думкою Еремена, але він уже встиг розіслати свою статтю у всі наукові журнали.

## Хроноскоп
- У романі Світло інших днів Артура Кларка та Стівена Бекстера 2000 року використовується технологія створення червоточин для подібного пристрою.